# Premis Octubre
Els Premis Octubre són uns certàmens literaris anuals convocats des del 1973 per l'editorial Tres i Quatre de València, que inclouen diversos premis, tres d'ells amb continuïtat al llarg dels anys. Els premis s'atorguen a obres presentades, tot i que, com sol passar amb els guardons literaris, és molt freqüent referir-se a autors premiats. Es proclamen l'últim dissabte d'octubre.

## Evolució
El precedent dels Premis Octubre es troba en una iniciativa, impulsada per Enric Tàrrega el 1971, de crear un Premi d'Assaig Joan Fuster que es va lliurar l'octubre del 1972 en els locals d'El Micalet, que feia un any havia sofert un incendi, sota l'empara legal de la llibreria Concret, de Valerià Miralles. La publicació de l'obra premiada, El fet lingüístic com a fet social de Francesc Vallverdú, va ser a càrrec d'Edicions 62. Problemes d'aquesta editorial van fer que el premi passés a mans d'Eliseu Climent amb la llibreria i l'editorial 3i4.
El 1973, "Tres i Quatre", en prendre el relleu del premi que havia gaudit d'una única convocatòria, va establir la denominació que s'ha mantingut de "Premis Octubre" i els va situar a finals de mes, allunyant-se del 9 d'octubre, aleshores amb més connotacions de blaverisme, i cercant una certa relació amb la Revolució d’Octubre russa. També, mantenint el premi d’assaig Joan Fuster, va instaurar un premi de poesia, que va batejar amb el nom de Vicent Andrés Estellés, i un de novel·la amb la denominació d'Andròmina.
Els anys 80, el creixement dels Premis Octubre va anar acompanyat de la creació dels cicles de congressos i les conferències, i més endavant els encontres d’escriptors, els congressos d’història, de pensament, de periodisme,. De fet, a partir de l'any 1987 i fins avui, els Premis Octubre esdevindran el colofó d'una setmana d'activitats culturals i de reflexió que culmina amb la gala de lliuraments, l'anomenada "Nit dels Octubre", que no es va celebrar l'any 1982, per la riuada, ni el 1997, per una maniobra del president Zaplana que va al·legar falta de disponibilitat del local previst a Fira de València cosa que, en resultar falsa, va derivar en una indemnització de trenta milions de pessetes per a 3i4, ni finalment el 2011, a conseqüència dels problemes econòmics derivats de les multes imposades a Acció Cultural del País Valencià, entitat organitzadora, cosa que no va afectar el conjunt d'activitats associades als premis.
Entre el 2001 i el 2008 el setmanari El Temps va convocar el premi de periodisme d'investigació Ramon Barnils que també es lliurava la Nit dels Octubre.
El 2003 s'hi va incorporar el premi Octubre de teatre, que es mantingué vuit edicions, ja que el 2010 l’editorial 3i4 va optar per sacrificar-lo a fi d’assegurar la continuïtat dels altres tres guardons, si bé el 2017 es va recuperar associat al mallorquí Pere Capellà, amb el patrocini del Govern balear a través de l'Institut d'Estudis Baleàrics.
L'any 2025 l'editorial Tres i Quatre va anunciar que no convocaria els premis per raons econòmique.s

## Premis Octubre

### Amb continuïtat des del 1972
- Premi Joan Fuster d'assaig
- Premi Vicent Andrés Estellés de poesia
- Premi Andròmina de narrativa

### Del 2003 al 2010 i a partir del 2017
- Premi Pere Capellà de teatre, inicialment Premi Octubre de teatre

### Atorgat la "Nit dels Octubre" entre 2001 i 2008
- Premi de periodisme d'investigació Ramon Barnils convocat pel setmanari El Temps